# Saracens Football Club 2010-2011
Nella stagione 2010-2011 Saracens Football Club ha disputato il campionato di Premiership Rugby classificandosi al secondo posto.